# Pedro Romero Peláez
Pedro Romero Peláez, político español. Representante de la provincia de Valladolid en el Pacto Federal Castellano (Valladolid, 1869).
Fue elegido diputado por Medina del Campo.